# 「慰安婦」証言
「慰安婦」証言（いあんふしょうげん）は「慰安婦」の証言である。
1991年8月14日、金学順が初めて日本軍慰安婦制度の被害者として名乗り出た。同年12月6日、日本政府を相手に損害賠償請求裁判を起こした。
韓国の慰安婦被害者の名乗り出はアジア各地（フィリピン、台湾、中国、オランダ、マレーシア、インドネシア）の被害者にも衝撃を与え、次々と被害者が名乗り出る結果となった。彼女たちは、慰安所での過酷な体験や性暴力被害を証言した。
1993年4月2日には、フィリピンの被害者が日本政府を相手どって損害賠償請求裁判を起こし、「慰安婦」被害が日本の植民地地域のみならず、東南アジアをはじめとする日本軍が進攻した全域に広がっていることを示すきっかけとなった。そして、「慰安婦」被害者の証言は、全世界に女性の人権を根底から問うきっかけをつくった。

## 背景
金学順が名乗り出た1990年代初頭は、1989年にベルリンの壁崩壊、東西冷戦終結という歴史の節目において、各国で民主化が促されていった。同時に民族問題が火種となり各地で紛争が勃発した。1991年に始まった旧ユーゴ紛争では、民族浄化という名のもとで行われた強制妊娠や強姦、性奴隷といった凄まじい性暴力の事実が明るみに出て、世界に大きな衝撃を与えた。

## フィリピン
金学順に続いて9月18日にはフィリピンからマリア・ルナ・ロサ・ヘンソンが名乗り出て「性奴隷」にされた体験を語るとそれに触発されてヘルテルデス・バリサリサ、アタナシア・コルテス、アモニタ・バラハディア、トマサ・サリノグ、フランシス・マカベベが名乗り出た。
マリア・ルナ・ロサ・ヘンソンの証言「道路を歩いていて、日本軍に略奪され、監禁、強姦される」「行列をつくった兵隊たちが幼い私(14歳）を後から後からレイプするのです」

## 証言に対する疑義
こういった「慰安婦」証言に対し、疑義を唱える声に以下のようなものがある。
- 強制的に戦地へ連れて行くことは、警察権力もしっかりしており、法治主義システムが成立していた当時の朝鮮半島ではとうていできない[6]。
- 植民地世代の韓国人に強制連行の光景を見たことも聞いたこともないという証言はインタビューなどで多数得られている[7]。
- アメリカ軍による捕虜にした北ビルマのミチナ慰安所の朝鮮人従軍慰安婦からの聞き取り報告では、「高収入、家族の借金返済のための好機、軽労働等の宣伝に応じて多くの女子が慰安婦業務に応募している」ことが記録されている[8]。
- 小林よしのりは『新・ゴーマニズム宣言SPECIAL 戦争論』などで、朝鮮人（当時は併合されていたので法律上は日本人）業者による人身売買（親が娘を売った）、甘言で騙し借金漬けにして働かせたのだと主張している。
- ソウル大学名誉教授安秉直は、慰安婦について韓国挺身隊問題対策協議会と共同で調査し、金学順と文玉珠を強制によると認定した。しかし、この調査について後に韓国の新聞のインタビューで「問題は強制動員だ。強制動員されたという一部の慰安婦経験者の証言はあるが、韓日とも客観的資料は一つもない」「3年活動してからやめた理由は、彼ら（挺身隊対策協）の目的が慰安婦の本質を把握して今日の悲惨な慰安婦現象を防止することではなく、日本とケンカすることだったからだ」とコメントしている[9]。